# Фудзивара-но Ёрицугу
Кудзё Ёрицугу (яп. 九条 頼嗣, 17 декабря 1239 — 14 октября 1256), также известный как Фудзивара-но Ёрицугу (яп. 藤原 頼嗣) — пятый сёгун Камакурского сёгуната. Его отцом был четвёртый сёгун Камакурского сёгуната, Фудзивара-но Ёрицунэ.
Ёрицунэ был членом великого рода Фудзивара. Семья Кудзё была одной из пяти линий исторически могущественного придворного рода Фудзивара.

## Семья
- Отец: Фудзивара-но Ёрицунэ
- Мать: Омия-но Ката
- Жена: Хивадахимэ (1230—1247)

## События сёгуната Ёрицугу
- 1244 год (2-й год Кангэн) — весной этого года в небе над Камакурой наблюдался целый ряд необычных явлений, глубоко обеспокоивших отца Ёрицугу Ёрицунэ[2];
- 1244 год (4-я луна 2-го года Кангэн) — Ёрицугу прошёл церемонию совершеннолетия в возрасте 6 лет. В той же луне его отец попросил у императора Го-Сага разрешение снять с себя полномочия сёгуна в пользу Ёрицугу[2][3];
- 11 сентября 1245 года (7-я луна 3-го года Кангэн) — Ёрицунэ обрил голову и стал буддийским монахом[2];
- 1246 год (7-я луна 4-го года Кангэн) — Ёрицугу (которому всего 7 лет), женился на 16-летней сестре Ходзё Цунэтоки[2];
- 1 сентября 1256 года (11-й день 8-й луны 1-го года Когэн) — в возрасте 39 лет скончался отец Ёрицугу[4];
- 14 октября 1256 года (24-й день 9-й луны 1-го года Когэн) — в возрасте 18 лет скончался Ёрицугу[4].

## Эпохи сёгуната Ёрицугу
Годы, в которые Ёрицугу был сёгуном, более конкретно обозначаются более чем одним именем эпохи или нэнго.
- Кангэн (1243—1247)
- Ходзи (1247—1249)
- Кэнтё (1249—1257)